# Mike Starr
Michael "Mike" Starr, född 29 juli 1950 i Flushing i Queens, New York, är en amerikansk skådespelare.

## Filmografi (i urval)
- 1978 – Hawaii Five-O (TV-serie) (1 avsnitt)
- 1986 – King Kong lever
- 1987 – Brottets väg (TV-serie) (1 avsnitt)
- 1987 – Radio Days
- 1987 – Who's That Girl
- 1988 – Punchline
- 1988 – The Tracey Ullman Show (TV-serie) (1 avsnitt)
- 1989 – Blue Steel
- 1989 – Född den fjärde juli
- 1990–1995 – I lagens namn (TV-serie) (3 avsnitt)
- 1990 – Miller's Crossing
- 1990 – Maffiabröder
- 1992 – Bodyguard
- 1993 – Mad Dog och Glory
- 1994 – Baby på vift
- 1994 – Dum & dummare
- 1994 – Ed Wood
- 1994 – Frasier (TV-serie) (1 avsnitt)
- 1994 – På farlig mark
- 1995 – Chicago Hope (TV-serie) (1 avsnitt)
- 1995 – Clockers
- 1996 – James och jättepersikan
- 1996 – Tredje klotet från solen (TV-serie) (1 avsnitt)
- 1995 – NewsRadio (TV-serie) (1 avsnitt)
- 1996 – Stolen Hearts
- 1997 – Gatans lag
- 1997 – Kameleonten (TV-serie) (1 avsnitt)
- 1997 – Millennium (TV-serie) (1 avsnitt)
- 1997 – Tummen mitt i handen (TV-serie) (1 avsnitt)
- 1998–1999 – Martial Law (TV-serie) (2 avsnitt)
- 1998 – Snake Eyes
- 1999 – Star Trek: Deep Space Nine (TV-serie) (1 avsnitt)
- 1999 – Summer of Sam
- 2000–2002 – Ed (TV-serie) (45 avsnitt)
- 2000 – Vita huset (TV-serie) (1 avsnitt)
- 2001 – Monkeybone
- 2001 – Nattskiftet
- 2003 – Brottskod: Försvunnen (TV-serie) (1 avsnitt)
- 2003 – Law & Order: Criminal Intent (TV-serie) (1 avsnitt)
- 2004 – Elvis Has Left the Building
- 2004 – Jersey Girl
- 2004–2005 – Mellan himmel och jord (TV-serie) (4 avsnitt)
- 2004 – Scrubs (TV-serie) (1 avsnitt)
- 2005 – CSI: New York (TV-serie) (1 avsnitt)
- 2005 – House (TV-serie) (1 avsnitt)
- 2005 – NCIS (TV-serie) (1 avsnitt)
- 2010 – Law & Order: Special Victims Unit (TV-serie) (1 avsnitt)
- 2011 – Glee (TV-serie) (1 avsnitt)
- 2012 – CSI: Crime Scene Investigation (TV-serie) (1 avsnitt)